# MG-213
MK-213 е 30 мм (с вариант 20 мм) самолетно оръдие, разработено от компанията „Mauser“, Германия.

## История
Работата по модернизирането на самолетното оръдие MG-213A започва през 1944 г. Конструкторите на компанията „Mauser“ променят концепцията си при работата върху модернизацията на старото оръдие в резултата на което се появява новата модификация MG-213C – първото самолетно оръдие от револверен тип.
В периода 1944 – 1945 г. MG-213C преминава огневи изпитания на изтребителя Ме-262А1а. Въпреки високите резултати, които показва оръдието, то не влиза в серийно производство, поради края на Втора световна война. След края на войната на базата на MG-213C са създадени 20-мм американско самолетно оръдие М39, 30-мм английско самолетно оръдие Aden-30 и 30-мм френско самолетно оръдие DEFA 552.

## Модификации
Самолетното оръдие MG-213C се произвежда в два варианта, които се различават по следните параметри:
|                            | 30 мм MG-213C | 20 мм MG-213C |
| Калибър                    | 30 мм.        | 20 мм.        |
| Тегло                      | 77,2 кг.      | 75 кг.        |
| Темп на стрелбата          | 1200 из/мин.  | 1500 из/мин.  |
| Начална скорост на снаряда | 550,5 м/сек.  | 915 м/сек.    |
| Тегло на снаряда           | 0,33 кг.      | 0,19 кг       |